# Alldeutsche Vereinigung

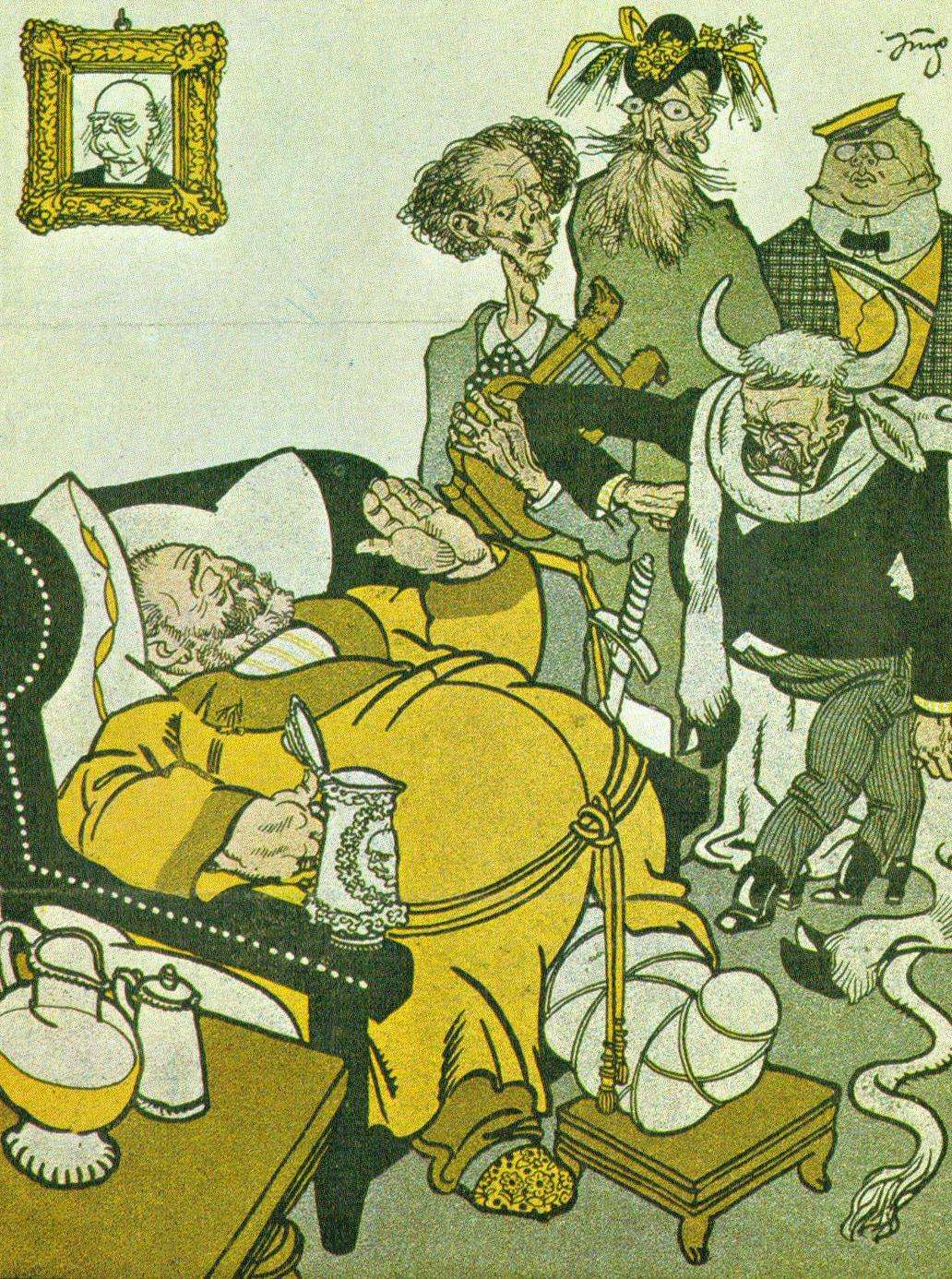
Caricatura lui von Schönerer și a Tuturor Germanilor săi

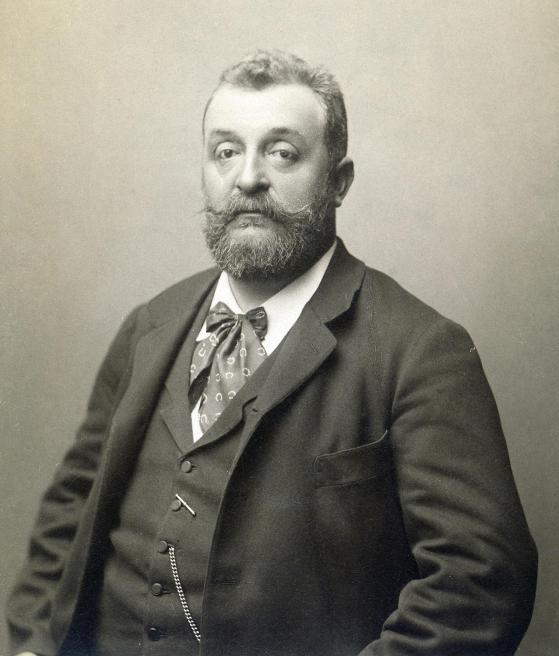
Georg von Schönerer în 1893

Alldeutsche Vereinigung (Uniunea Tuturor Germanilor) a fost un partid național-german austriac, anticlerical și antisemit, fondat în 1891 de către Georg von Schönerer sub numele Alldeutsche Bewegung (Mișcarea Tuturor Germanilor, renumit în 1896 în Alldeutsche Vereinigung), care era reprezentat în Consiliul Imperial din Viena. 